# Veronika Carver

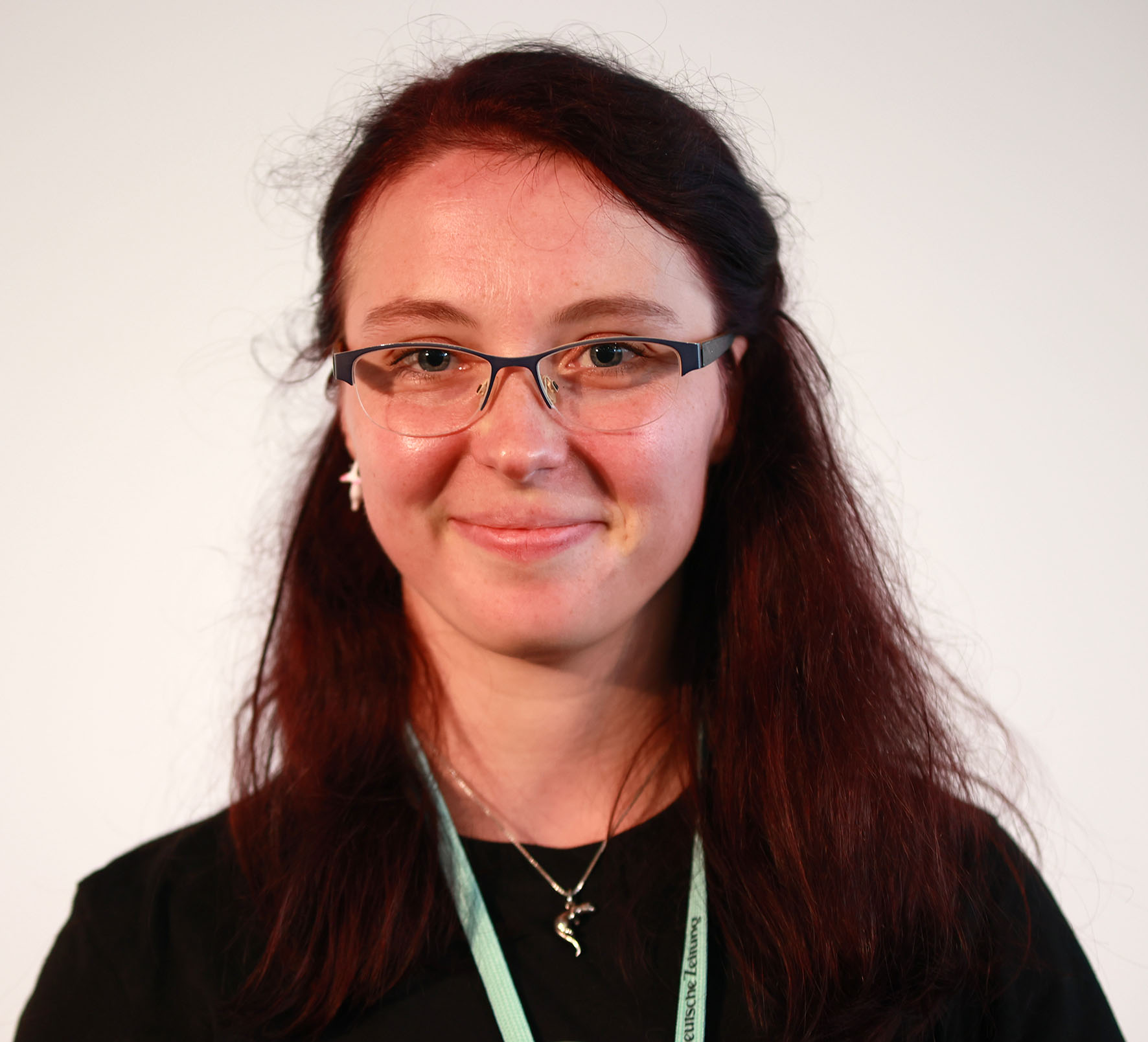
Veronika Carver auf der Frankfurter Buchmesse 2022

Veronika Carver (* 10. Mai 1992 als Veronika Serwotka) ist eine Schriftstellerin.

## Leben
Veronika Carver stammt aus einer polnischen Einwandererfamilie. Mit ihrem ersten Roman „Ewan - Im Bann der Magier“ begann sie im Alter von 13 Jahren. Veröffentlicht wurde das Buch 2007. Nach dem Abitur folgte eine Ausbildung zur Medizinisch-technischen Assistentin. 2015 begann sie ein Lehramtsstudium für Deutsch und Biologie, welches sie aber nicht beendete. Stattdessen entschied sie sich parallel in ihrem erlernten Beruf und als Autorin zu arbeiten und sich im Fernstudium zur Drehbuchautorin weiterzubilden. Seit 2019 ist sie außerdem als Lektorin, Korrektorin und Hörbuchsprecherin tätig.
Sie lebt mit ihrer Frau in Dußlingen.

## Werke (Auswahl)
- Ewan – Im Bann der Magier (2007), Verlagshaus Schlosser, ISBN 978-3-939783-40-4
- Ewan: Schicksalswege (2010), Papierfresserchens MTM-Verlag, ISBN 978-3-86196-023-2
- Goldener Vogel: Die Freiheit der Weltmeere (2011), Papierfresserchens MTM-Verlag, (Mitautorin) ISBN 978-3-86196-071-3
- Wyvern: Das Streben des Jägers (2017), Eisermann Verlag, ISBN 978-3-946172-95-6
- Wyvern: Die Leidenschaft des Reiters (2017), Eisermann Verlag, ISBN 978-3-86196-023-2
- Wyvern: Die Ohnmacht des Barden (2018), Eisermann Verlag, ISBN 978-3-96173-105-3
- Trance: Als die Menschen vergaßen zu leben (2018), Tagträumer Verlag, ISBN 978-3-946843-23-8
- Geliebter Gevatter Tod (2018), Tagträumer Verlag, ISBN 978-3-946843-55-9
- Io spielt heute nicht (Dystonia) (2019), Arunya-Verlag, ISBN 978-3-95810-027-5
- Wyvern: Die Sehnsucht einer Träumenden (2019), Eisermann Verlag